# 宮内もと子
宮内 もと子（みやうち もとこ、1961年-）は、日本の翻訳家。
山口県生まれ。上智大学外国語学部フランス語学科卒業。

## 訳書
- レイモンド・ムーディ博士、ポール・ペリー『リユニオンズ　死者との再会』同朋舎、1994年
- アンジー・フェニモア『臨死体験で見た地獄の情景』同朋舎、1995年
- エルザ・バーカー、キャシー・ハート『死者Xから来た手紙―─「友よ、死を恐れるな」』同朋舎、1996年
- グレン・ウィルソン『ストレスを味方にする心のヒント―─前向きに生きるために』同朋舎、1998年
- マギー・ロブ『グッドナイト・ムーン』早川書房、1999年
- シャーロット・カーター『パリに眠れ』早川書房、2000年
- ケイ・フーパー『シャドウ・ファイル　潜む』早川書房、2001年
- スティーヴ・モンロー『成り上がりの掟』早川書房、2001年
- マリア・ハウスデン『赤いくつのハンナ』アーティストハウスパブリッシャーズ、2003年
- ヴィクター・ギシュラー『拳銃猿』早川書房、2003年
- ジョージ・アンダース『私はあきらめない―─世界一の女性CEOカーリー・フィオリーナの挑戦』後藤由季子共訳、アーティストハウスパブリッシャーズ、2003年
- ヴァル・マクダーミド『過去からの殺意』集英社、2005年
- ヴァル・マクダーミド『殺しの仮面』(上・下）集英社、2006年
- ジュディス・マクノート『あなたの心につづく道』（上・下）二見書房、2008年
- ヴァル・マクダーミド『壁に書かれた預言』集英社、2008年
- ヘザー・テレル『蛹令嬢の肖像』集英社、2009年
- ジュディス・マクノート『その瞳が輝くとき』二見書房、2011年
- ジュード・ミラー・バーク『ミリオネア・ミスティーク──働く女性のハッピーエンド・ストーリーズ』ビジネス教育出版社、2017年
- ステフ・チャ『復讐の家』集英社、2021年